# Pamela Anderson
Pamela Denise Anderson (* 1. července 1967, Ladysmith, Britská Kolumbie, Kanada), přechýleně Andersonová, je kanadsko-americká herečka, modelka a televizní producentka žijící ve Spojených státech amerických. V devadesátých letech 20. století byla považována za sexuální symbol.
Ve svých 22 letech navštívila sportovní utkání oděná do trička s reklamním nápisem. Na stadionu ji místní filmař zachytil a záznam viděl i představitel společnosti propagované na tričku a nabídl Pamele kontrakt. Následně se její fotografie objevily v časopise Playboy a poté začala hrát v epizodních rolích amerických televizních seriálů. V jednom takovém ji zahlédl i David Hasselhoff, producent seriálu Pobřežní hlídka, a nabídl Pamele spolupráci. Tím začalo její čtyřleté účinkování v tomto seriálu.
Roku 1994 si po čtyřdenní známosti vzala za manžela hudebníka Tommyho Lee. Páru se narodili dva synové, a sice Brandon Thomas a Dylan Jagger. Po rozpadu manželství byl jejím partnerem další hudebník Kid Rock, jehož si posléze i vzala. Svazek ale po půl roce ukončili rozvodem. Poté byl jejím manželem pokerový hráč Rick Salomon, ale ani tento vztah nevydržel. Rozešli se po dvou měsících. Do svazku s Rickem Salomonem vstoupila Pamela ještě jednou, ale již po půl roce se opět rozváděli. Popáté se provdala na počátku roku 2020 za Jona Peterse, se kterým se nakonec rozvedla po dvanácti dnech od sňatku. V závěru téhož roku se vdala pošesté, a to za Dana Hayhursta, s nímž se krátce po ročním výročí svatby rozvedla.
Andersonová se také věnuje boji za práva zvířat, a to prostřednictvím agentury PETA. Pro dosažení vytčených cílů v této oblasti se neváhala ve výloze obchodu vysvléknout nebo napsat dopis britské královně. Vedle Pobřežní hlídky vystupovala kupříkladu ve filmech Barb Wire, Scooby-Doo, Borat: Nakoukání do amerycké kultůry na obědnávku slavnoj kazašskoj národu nebo ve filmovém snímku Pobřežní hlídka či v seriálu V.I.P.

## Život

### Narození a dospívání

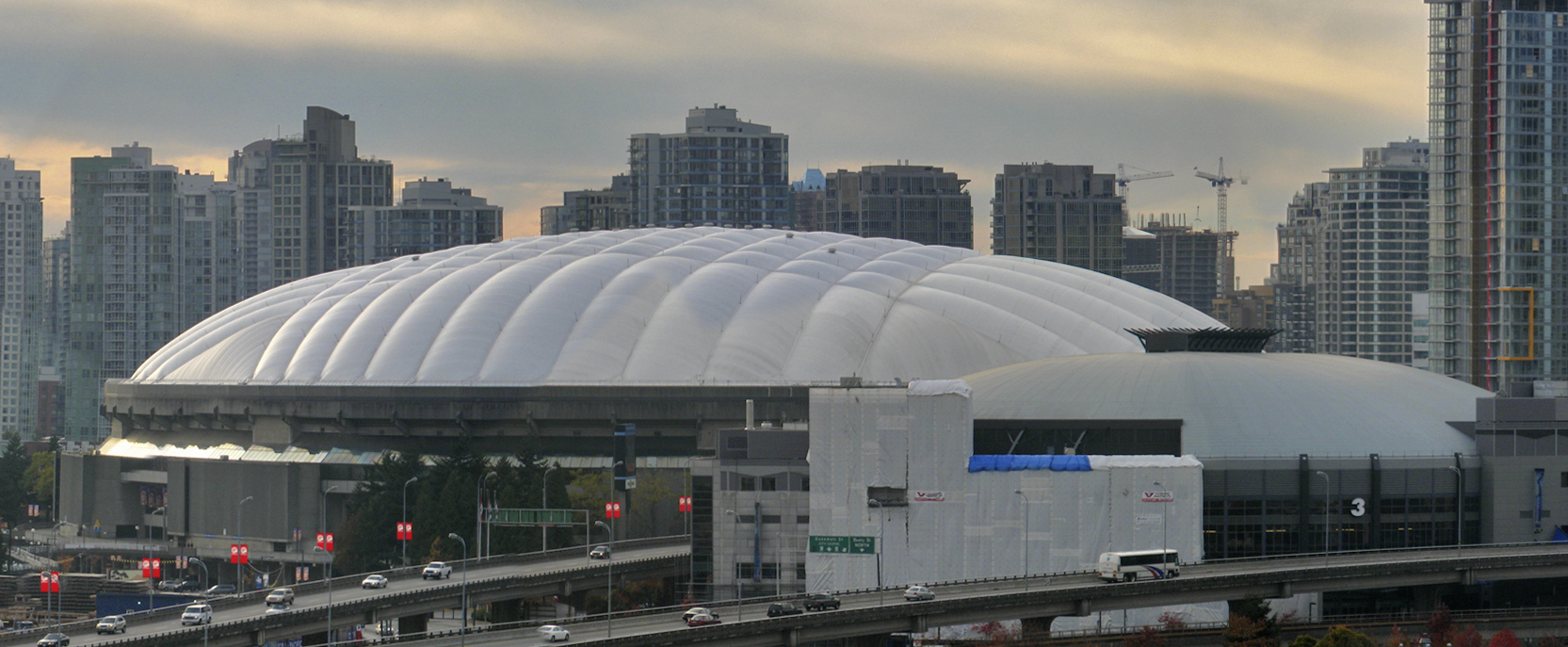
Vancouverská BC Place stadium

Roku 1864 byl schválen zákon o Britské Severní Americe, kterým vznikla Kanada. V platnost toto nařízení vstoupilo 1. července 1867. Významný den si v Kanadě připomínají oslavou nazvanou Canada Day (Den Kanady). Když se blížilo sté výročí vyhlášení platnosti zákona (1967), uspořádaly kanadské noviny soutěž o získání titulu The Centennial Baby, který byl udělen prvnímu dítěti narozenému v jubilejní den a jeho rodiče navíc získali pamětní plaketu a peněžitý dar. Řada partnerských dvojic na tuto výzvu během podzimu 1966 reagovala složitým stanovováním nejlepšího okamžiku početí dítěte, aby soutěž vyhráli. Mezi ně ale nepatřili Barry a Carol Andersonovi. Žili na západním pobřeží Kanady, v městečku Ladysmith nacházejícím se u hranice se Spojenými státy americkými. Barry pracoval jako opravář pecí, bojlerů či kotlů a Carol se živila coby číšnice. Ač se o vyhlášenou soutěž nijak nezajímali a narození svého potomka s ohledem na ni neplánovali, narodila se jim 1. července 1967 ve čtyři hodiny a osm minut po půlnoci dcerka, kterou pojmenovali Pamela Denise. Protože byla k překvapení rodičů prvním dítětem narozeným ten den, získala titul The Centennial Baby a její rodiče pamětní plaketu i finanční obnos.
Následně se rodina přestěhovala do Comoxu, kde na místním bulváru Douglas zakoupila velký dům se šesti ložnicemi. Jakmile Pamela vyrostla, začala navštěvovat místní knihovnu, kde spolu s ostatními dětmi poslouchala předčítání paní učitelky. Na jedno takové sezení byl přizván i fotograf, aby nafotil snímky mladých zvídavých Kanaďanů dychtících po vzdělání a osvětě. Zachytil tak i Pamelu, jejíž snímek knihovníky natolik zaujal, že pak následně visel ve většině knihoven po celé Britské Kolumbii.
Ve škole však příliš nevynikala a ani její tělesné proporce nenasvědčovaly, že by se z ní měla stát modelka. Její spolužačky se vzájemně poměřovaly, jak se jim vyvíjí poprsí, ovšem Pamele zůstávala stále plochá hruď. Naproti tomu ale vynikala svojí obratností a pružností, takže jí kamarádky přezdívaly Rubber-Band, tedy Gumička. Měla vlohy ke sportu, proto jí šel každý, do něhož se pustila. Přestože byla soutěživým typem, nikdy se jí v žádném nepodařilo vyniknout. Měla ale dva koníčky, jimž se naplno věnovala, i třeba na úkor společné zábavy s kamarádkami v kině. Těmito koníčky byly volejbal a hra na saxofon, s nímž vystupovala ve školní skupině. S oběma zálibami ale přestala během střední školy, kterou dokončila v roce 1985. Během jejího studia si přivydělávala jako cvičitelka aerobiku. Od svého mládí byla také členkou organizace na ochranu zvířat PETA. Impuls k členství jí dal zážitek, kdy viděla svého otce nožem porcovat jelena, jehož předtím ulovil.
Když bylo Pamele 21 let, přestěhovala se do dvě stě kilometrů vzdáleného Vancouveru, kde se živila jako instruktorka ve fitness centru. V roce 1989 prodělala plastickou operaci, při níž si nechala zvětšit poprsí. V létě téhož roku ji kamarádi vzali na utkání kanadského fotbalu mezi British Columbia Lions a Toronto Argonauts, které se uskutečnilo na BC Place Stadium. Na televizní obrazovce na stadionu se postupně během utkání střídaly záběry momentů z právě hraného utkání, reklamní spoty sponzorů a tváře nadšeně povzbuzujících fanoušků. V jeden okamžik zachytil kameraman detail pohledné dívky, jak si svlékala tričko s nápisem Labatt, což je kanadská značka piva. Divákům se záběry líbily. Po utkání pracovníci pivovaru Labatt začali po pro ně neznámé dívce pátrat a jejich hledání bylo po několika dnech úspěšné. Okamžitě s ní sepsali smlouvu o propagaci a vbrzku se plakáty zachycující Pamelu, na nichž coby „modrá dívka“ propaguje pivo Labatt Blue Zone, začaly objevovat po hostincích v celé Kanadě.

### Začátek spolupráce sPlayboyema první filmy
Zájem spolupracovat s Pamelou mělo několik fotografů. Patřil mezi ně i Ken Honey – vyfotil několik aktů, které pak poslal do redakce časopisu Playboy. Jeho pracovníky zaujala dívka, která neměla stud postavit se odhalená před objektiv fotoaparátu a navíc se uměla chovat přirozeně. Šéfredaktorovi časopisu se líbila, a tak na podzim roku 1989, tedy čtvrt roku po události na vancouverském fotbalovém stadionu, odjela do Los Angeles nafotit první sérii snímků pro Playboy. V únoru 1990 se pak premiérově stala dívkou měsíce Playboye, což jí pomohlo k televizním rolím. Do té doby měla od poloviny osmdesátých let 20. století zkušenosti jen s natáčením televizních reklam. Po fotografiích v Playboyi nejen dostala malou úlohu v seriálu Ženatý se závazky, ale vystoupila také v hudebním videoklipu k písni „Blind Man“ od skupiny Aerosmith. V roce 1991 se objevila v roli Lisy v komediálním seriálu Kutil Tim, natáčeném až do roku 1993. Seriál navíc patřil mezi oblíbená díla herce a producenta Davida Hasselhoffa, a když Pamelu zahlédl, okamžitě se rozhodl ji angažovat mezi plavčice v jím připravovaném seriálu Pobřežní hlídka. Hrála tam postavu záchranářky Casey Jean Parkerové. Na natáčení dorazila se svým tehdejším životním partnerem, hercem Davidem Charvetem, který v seriálu také dostal svoji roli. Během filmování se ale rozešli. Vedle toho se objevila i ve snímku The Evolution of Mr. E., který byl natočen na motivy románu Herberta George Wellse, zakladatele anglické science fiction. Ztvárnila v něm roli bizarní sochařky. Prvním filmem, ve kterém od jeho režiséra dostala hlavní roli, byl Dračí květ.

### Manželství sTommym Lee

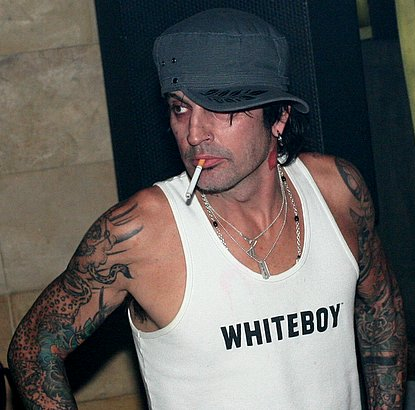
Prvním Pameliným manželem byl Tommy Lee

Poslední den roku 1994 potkala na večírku v New Yorku Tommyho Lee, výstředního bubeníka hardrockové skupiny Mötley Crüe. Příliš se jí ale nelíbil. Při seznámení jí například olízl tvář a během hovoru toužil získat její telefonní číslo. Když se mu to povedlo, následujících několik týdnů jí neustále volal a nenechal se odbýt. Krátce nato Pamela odjela do mexického Cancúnu, kde pózovala pro reklamu výrobce opalovacích krémů. Tommy sem za ní přijel a po čtyřech dnech, které se proměnily v jeden dlouhý mejdan, ji získal. Dvojice se vzala na pláži a při obřadu měla nevěsta na sobě malé bílé bikiny a ženich šortky. Namísto snubních prstenů si nechali na prst vytetovat partnerovo jméno (podle některých zdrojů si novomanžel vytetoval jméno své milé na svůj penis). Novomanželka tak měla na prsteníčku „Tommy's“ (Tommyho) a její protějšek „Pamela's“ (Pamelin). Po sňatku začala používat manželovo příjmení. Vztah ovšem provázelo střídání vášnivých vzplanutí a žárlivých scén, na nichž dobře vydělávaly bulvární časopisy referující o jejich manželství. Když například Tommy slavil své 33. narozeniny (1995), uspořádala pro něho manželka velkolepou oslavu, na níž nechyběli hadí muži, pochodně, balóny, lvi, tygři či tanečnice.
Spolu s manželem začala pracovat na natáčení snímku Barb Wire, pro nějž Tommy složil a nahrál titulní skladbu. Ve filmu získala hlavní úlohu válečné veteránky, tanečnice a majitelky baru, která se nechává najímat na plnění nebezpečných úkolů. U kritiky se ale film s přílišným pochopením nesetkal a Pamele byl při vyhlašování Zlaté maliny udělen titul nejhorší herecký výkon. Během natáčení snímku navíc otěhotněla. Syn by se podle jejích tehdejších vyjádření jmenoval Spirit a dcera Patience. Jenže po několika týdnech kvůli pracovnímu nasazení během natáčení potratila. Ještě v tomtéž roce (1995) se jí ale povedlo otěhotnět znovu.
Během dubna 1996 se v médiích objevila zpráva, že existuje videozáznam milostných hrátek manželů a že bude vbrzku za podpory časopisu Penthouse zveřejněn. Nahrávky vznikly během jejich dovolené v roce 1995, kterou trávili na břehu přehrady Mead na řece Colorado v americkém státě Nevada. Manželé existenci videa nevyvrátili, nicméně tvrdili, že jim bylo ukradeno jedním z řemeslníků, který opravoval jejich dům v Malibu. Po dvou měsících od vydání zprávy o nálezu videa, 5. června 1996, se manželům narodil první syn, Brandon Thomas, mající porodní hmotnost 3,7 kilogramu. Jeho jméno mu matka vybrala podle amerického herce Marlona Branda. Krátce poté se na veřejnosti objevilo inkriminované video. Manželé sice vydavatele magazínu Penthouse zažalovali, ale ve skutečnosti vydělali na prodeji snímku finanční prostředky. Soudci, kteří žalobu rozhodovali, si totiž všimli, že jednotlivé scény jsou na člunu i v autě na dálnici pořízeny tak, aby se mohly následně dobře distribuovat. Neuvěřili ani příhodě o ukradení nahrávky dělníkem opravujícím dům. Navíc během vyšetřování vyšlo najevo, že Pamela nejprve dala s uveřejněním videa souhlas, který ale následně stáhla. Toto video posléze v roce 2000 začala společnost Internet Entertainment Group (IEG) nabízet zájemcům na videokazetě, DVD, popřípadě na internetu. Tommy s Pamelou firmu zažalovali a svůj spor v prosinci 2002 vyhráli, načež IEG musela každému z dvojice zaplatit odškodné ve výši 741 tisíc amerických dolarů.
Když v září 1996 manželé v ranních hodinách jednoho dne opouštěli hollywoodský noční klub Vipper Room, snažil se je zachytit bulvární fotograf. Tommy si toho všiml a paparazziho brutálně napadl. Postižený novinář vše nahlásil policii. Během vyšetřování vyšlo najevo, že útočník několikrát zbil i svoji manželku. Navíc se ukázalo, že i svou předchozí manželku Heather Locklearovou, která Andersonovou před svým exmanželem několikrát varovala, sexuálně podváděl. Po koncertech své kapely například chodil se svými fanynkami do šatny nebo během natáčení hudebních alb trávil v nahrávacím studiu volné chvíle sexuálními hrátkami s několika dívkami najednou. Po 21 měsících společného života se tak Pamela rozhodla požádat o rozvod. Plánovala se vrátit ke svému dívčímu příjmení, nicméně se bála soudních tahanic o syna Brandona. Její eskapády ke všemu již odmítal přehlížet producent Pobřežní hlídky David Hasselhoff, který v seriálu také ztvárňoval postavu hlavního záchranáře Mitche Buchannona. V dalším pokračování snímku tak již s ní přestal počítat a pronesl, že je trapné a současně i smutné, že se v touze po slávě dokáže Pamela snížit i k pornografii. Po pěti letech natáčení tak Andersonová seriál opustila.
Odluka manželů Leeových ovšem netrvala dlouho a na počátku roku 1997 svůj slib věrnosti obnovili. Následně Andersonová začala pracovat na seriálu V.I.P., ve kterém vystupovala v roli tělesné strážkyně hollywoodských hvězd. Pro film si nakonec nechala odstranit své prsní implantáty, aby se jí snáze běhalo. Natáčení skončilo v roce 2000 a již následující rok si nechala operativně svá ňadra zvětšit. Na konci roku 1997 se jí a Tommovi narodil druhý syn, jenž na přání otce dostal jméno Dylan Jagger, které odkazuje na hudebníka Boba Dylana. V témže roce Pamela v anketě hledající deset nejkrásnějších žen 20. století získala páté místo, když nestačila na Demi Moore, Cindy Crawford, Michelle Pfeifferovou a Gabriellu Reece, naopak až za ní skončily Sophia Lorenová, Sharon Stoneová, Raquel Welchová, Sandra Bullock a Madonna.
Počátkem roku 1998 byl Tommy Lee odsouzen za napadení fotografa k pokutě ve výši 17 500 amerických dolarů a k odpracování 250 hodin veřejně prospěšných prací. V únoru téhož roku ale Tommy opětovně vztáhl na svou choť ruku. Mělo k tomu dojít po krátké slovní roztržce a postižená manželův atak odnesla zraněními na zádech a ruce, když podle policejního protokolu měla mít modřinu a zlomený nehet. Navíc jí i oběma jejich synům svým činem způsobil šok. Vyšetřovatelé jeho počínání klasifikovali jako těžký případ domácího násilí a pachatele umístili do vězení pod kaucí jednoho milionu dolarů. Dostal trest šesti měsíců odnětí svobody a jeho manželka následně požádala o rozvod. Jenže již v létě toho roku (1998) se jí začalo po manželovi stýskat. Když Tommy vyšel z vězení, musel, po různých justičních úpravách svého původního trestu, odpracovat ještě 200 hodin veřejně prospěšných prací, uhradit částku 5 000 dolarů na účet útulku pro týrané ženy a absolvovat léčení z drogové a alkoholové závislosti. Pamela, v té době žijící bez manžela, plánovala předělat si vytetované „Tommy's“ na svém prsteníčku na „Mommy's“, tedy mámina, a postupně se začala angažovat v boji na ochranu zvířat. Roku 1998 bylo jejich manželství rozvedeno. Žádost o manželskou odluku podala Pamela poté, co obvinila manžela, že ji napadl a kopal do zad či břicha, když držela v náručí sedmitýdenního Dylana. Útočníka policie odsoudila na půl roku vězení. Avšak během dubna 1999 již opět se svým exmanželem plánovala společnou budoucnost, ale nakonec z toho nic nebylo. V té době si také nechala zmenšit poprsí na velikost „C“.
O soužití Andersonové a Leeho se natáčel v roce 2021 v Malibu osmidílný seriál nazvaný Pam & Tommy. Andersonovou ztvárnila herečka Lily Jamesová. K výslednému kinematografickému dílu měla Andersonová výhrady, naopak Lee tvůrce série podpořil.

### Vztah sKidem Rockem

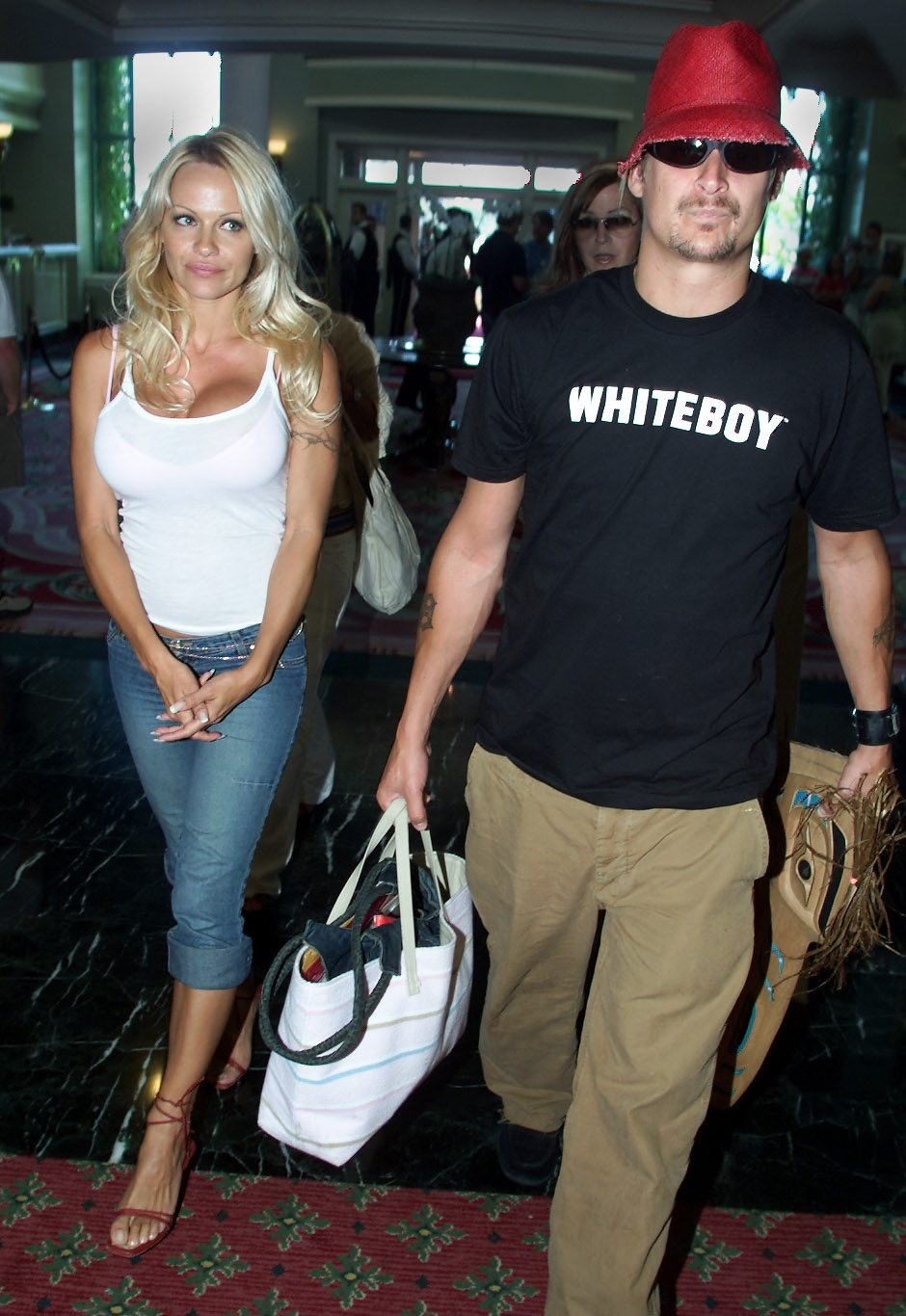
Pamela s Kidem Rockem

Na přelomu let 2000 a 2001 byl Pameliným partnerem švédský model Marcus Schenkenberg, s nímž již sice byla zasnoubena, ale ke sňatku nakonec nedošlo. V březnu 2001 ho vystřídal hudebník Kid Rock, s nímž se ještě během téhož roku zasnoubila. Koncem října 2001 snoubenci oznámili, že čekají společného potomka. Na počátku následujícího měsíce ale herečka potratila.
V polovině března roku 2002 Pamela oznámila, že se od svého někdejšího manžela nakazila hepatitidou typu C, když s ním použila stejnou tetovací jehlu. Podle jejího tvrzení Tommy Lee nemocí trpěl již v době jejich vztahu, ale neřekl jí o tom. Lee nařčení odmítl. Z nemoci se herečka úspěšně vyléčila po více než třinácti letech, na podzim roku 2015.
Během dubna Kid Rock opět požádal na večírku v Las Vegas svou dívku o ruku a ta souhlasila. Již o dva měsíce později však snoubenka plánovaný sňatek odvolala, neboť se jí nezamlouvala partnerova nadměrná konzumace alkoholických nápojů. Krátce nato však Kidovi věnovala vášnivé polibky, když přebíral hudební ocenění. V červenci si sama dobrovolně nožem vyřízla na prsteníčku vytetovaný nápis „Tommy's“, tedy vzpomínku na předchozího manžela. Krátce poté oznámila své další těhotenství. Na podzim 2002 soudy s definitivní platností rozhodly o střídavé péči o děti mezi Pamelou a jejím někdejším manželem. Na přelomu let 2002 a 2003 se Andersonová začala věnovat boji proti kožešinovému průmyslu. Vzorem jí pro to byla herečka Brigitte Bardotová a navíc se stala také vegetariánkou. Dne 27. února 2003 se zúčastnila plesu ve vídeňské Opeře. Doprovod na akci jí dělal její známý, Dan Matthews, přední člen PETA, organizace na ochranu zvířat. Ve Vídni byl s Pamelou i Kid Rock, který však pozvání na ples nedostal.
V roce 2003 se s Kidem rozešla, protože ji – podle jejích slov – začal unavovat jeho bohémský způsob života, a začala chodit s hudebníkem Fredem Durstem, zpěvákem kapely Limp Bizkit. Vedle toho urovnala vzájemné vztahy se svým bývalým manželem. Na podzim roku 2003 se ve Frankfurtu nad Mohanem konal knižní festival, na němž nakladatelka Judith Carrová prohlásila, že se Pamela chystá napsat dva romány, jejichž pracovní názvy jsou Od pasu nahoru a Od pasu dolů. Popisovat měly příhody fiktivní hrdinky v tehdejším světě. V závěru roku již opět Pamela tvořila pár s muzikantem Kidem Rockem.

### Konec sherectvím a psaní knihy
Na počátku roku 2004, když jí bylo šestatřicet let, prohlásila Pamela, že končí s herectvím. V rozhovoru tehdy uvedla, že odchází do důchodu. Plánovala se intenzivněji věnovat svým dvěma synům, kterým postupně začínala školní docházka. Dne 12. května 2004 navíc získala ke svému dosavadnímu kanadskému občanství také občanství Spojených států amerických. Důvody tohoto rozhodnutí ovšem neuvedla. V polovině letních prázdnin toho roku vyšla Andersonové literární prvotina, nazvaná Star (Hvězda). Dílo vypráví příběh naivní krásné mladé dívky, která se z provinčního města dostane až na titulní stránku pánského časopisu. Následně si nechá zvětšit ňadra a úspěšně dobývá Hollywood. Při psaní knihy se Andersonová inspirovala vlastními životními zkušenostmi.
Své finanční prostředky spisovatelka investovala také do výchovy sportovní gymnastky Mohini Bhardwajové, dcery ruské matky a indického otce. Sportovkyně ji za to pozvala do hlediště na své závody na letních olympijských hrách 2004, které se konaly v Athénách.

### Boj za práva zvířat

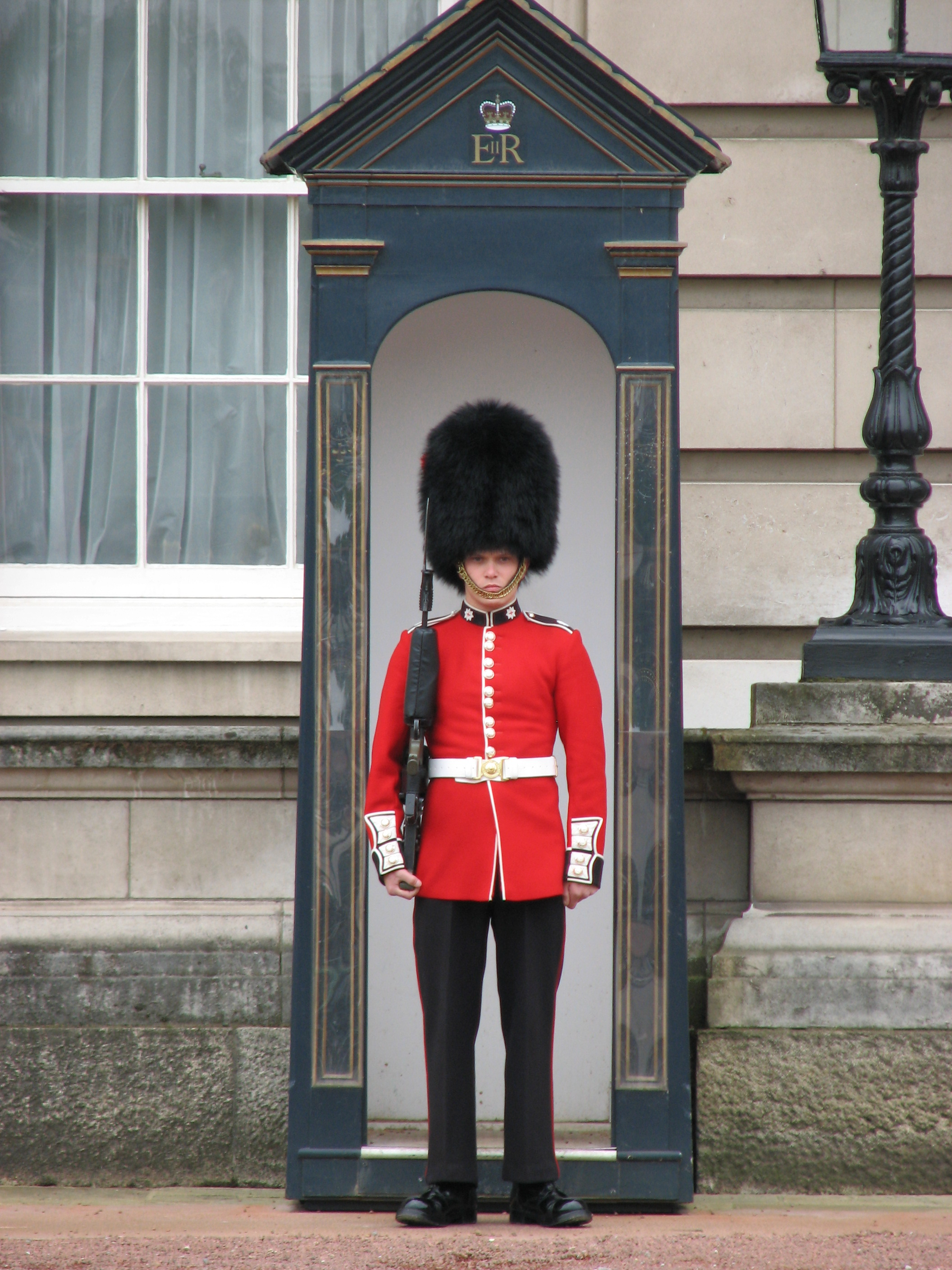
Buckinghamská stráž s charakteristickou čepicí

Andersonová pokračovala také v podpoře kampaní bojujících za práva zvířat. Vytýkala společnosti rychlého občerstvení KFC, jež se zaměřuje na kuřecí výrobky, způsob hospodaření s kuřaty, která firma podle ní mučí, mrzačí či zaživa polévá vařící vodou. Nechala se proto nafotit na plakáty, na nichž se vedle její podobizny vyskytoval nápis „Bojkotujte KFC – Pamela Andersonová“, a ty visely například v Los Angeles, Dallasu, Bostonu nebo San Francisku. Posléze sepsala dopis adresovaný do Buckinghamského paláce, v němž se obracela na britskou královnu Alžbětu II., aby zvážila nahrazení dosud používaných medvědích kožešin na čepicích své stráže kožešinami umělými. Svůj požadavek Pamela podpořila dvěma sty podpisy svých fanoušků. Pracovníci paláce na výzvu reagovali sdělením, že o výměně těchto čepic zvaných „busby“ uvažovali již v roce 1997, avšak výrobky ze syntetických kožešin, které Andersonová doporučuje, se v britském deštivém podnebí neosvědčily, a proto od nich upustili.

### Manželství sKidem Rockem

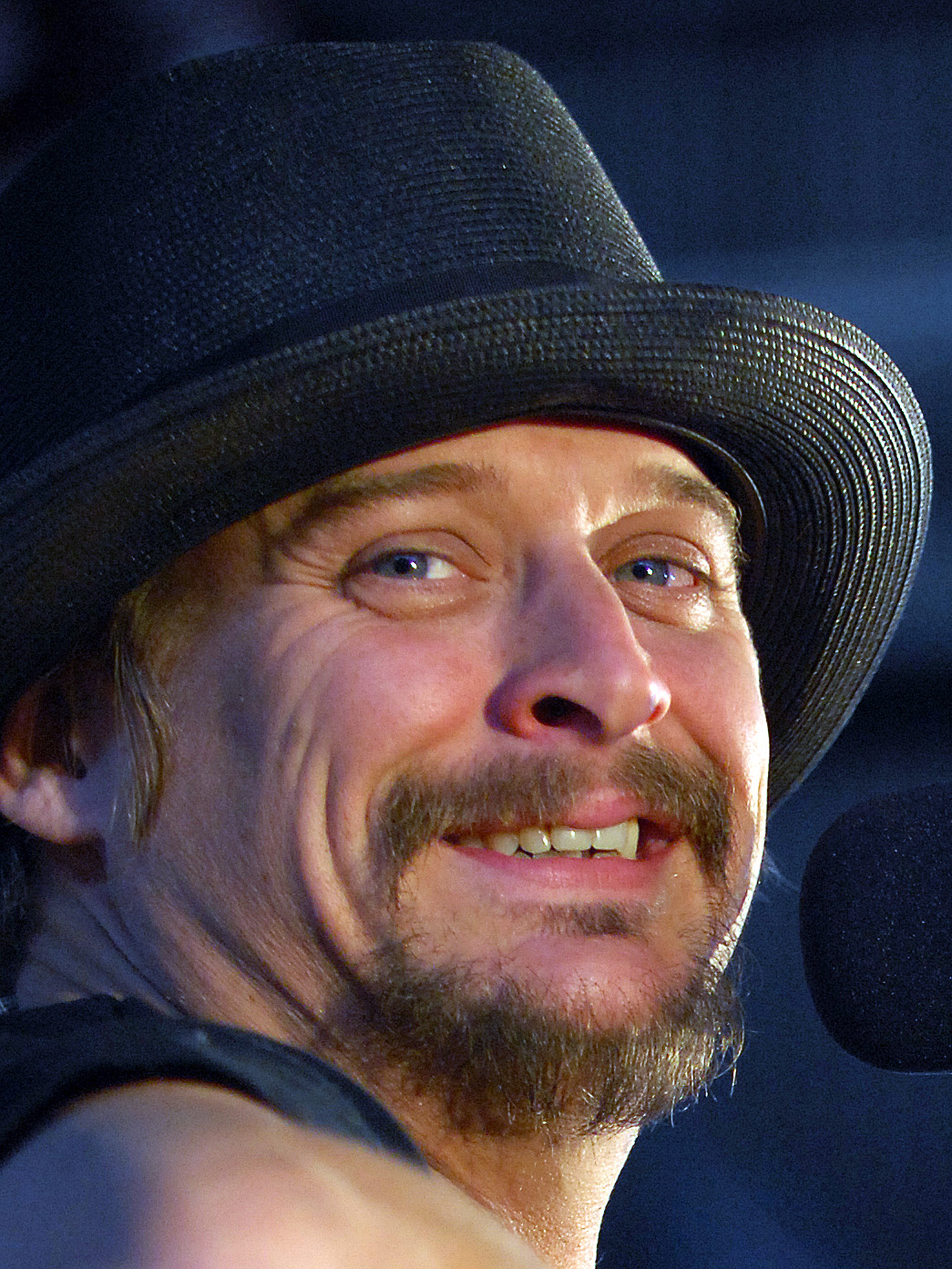
Hudebník Kid Rock

Na jaře roku 2005 tvořila Andersonová pár s hercem Stephenem Dorffem, ale v červenci toho roku přinesly noviny zprávu, že ji požádal o ruku její bývalý manžel Tommy Lee a ona s návrhem souhlasila. Po třech týdnech však vyšlo najevo, že se žádná svatba nekoná. Zpráva o sňatku jen měla přilákat pozornost veřejnosti k Tommově televizní reality show, kterou měla vysílat americká televizní stanice. V polovině roku 2006 se opětovně rozhodla podpořit organizaci PETA. V londýnském butiku Stelly McCartneyové, dcery hudebníka Paula McCartneyho, stála asi deset minut úplně odhalená. V té době již opětovně tvořila pár s hudebníkem Kidem Rockem, s nímž nyní plánovala sňatek.
Svatební obřady se konaly na čtyřech místech, přičemž prvním bylo francouzské letovisko Saint-Tropez 29. července 2006, na něž pak navazovaly americké státy Kalifornie, Michigan a Tennessee. Evropská část obřadu se uskutečnila na luxusní jachtě v přístavu u pláže Nikki. Při obřadu měla nevěsta na sobě bílé šaty na ramínka a dlouhý závoj, ženich naopak zvolil džíny, košili a na hlavu si dal černý klobouk. Po svatebním obřadu se novomanželka převlékla do bílých bikin a Kid odložil horní díl svého oděvu. Následně jachta připlula k pláži, na které se konala svatební hostina. Na počátku srpna, před další částí svatebního obřadu, který se měl konat v kalifornském Malibu, novomanželé oznámili, že je Pamela těhotná. Na konci měsíce se pak na koncertě Dustina Wilkese v nashvillském country klubu „Tootsie's Orchid Lounge“ odehrála třetí část svatby.
Během podzimu 2006 pracovala herečka ve Vancouveru na snímku Blond On Blonder, ovšem psychické vypětí zapříčinilo, že během natáčení potratila. Na konci měsíce listopadu 2006 navíc dvojice podala žádost o rozvod kvůli, jak uvedli v žádosti, nesmiřitelným rozdílům. Příčinou rozchodu měla být rozepře při soukromé předpremiéře filmu Borat: Nakoukání do amerycké kultůry na obědnávku slavnoj kazašskoj národu, ve kterém Pamela hrála blondýnu, pro niž hlavní hrdina, aby ji získal, cestuje napříč celými Spojenými státy americkými. Kid, jemuž vadila podbízivost postavy ve filmu, své manželce za tuto roli vynadal. V roce 2007 se manželé skutečně rozvedli.

### První manželství sRickem Salomonem
Od září 2007 začala chodit s Rickem Salomonem, s nímž se – podle jejího vyjádření – v tu dobu znali již asi patnáct let. V noci z 6. na 7. října téhož roku se spolu vzali v lasvegaském hotelu Mirage. Po dvou měsících se však manželé rozešli. Poté se sice ještě dali dohromady, ale v únoru 2008 byli nakonec rozvedeni.
V létě roku 2008 se Pamela účastnila australské verze reality show Big Brother, když ji organizátoři soutěže nechali po dobu tří dnů mimořádně pobývat v soutěžní vile. Vedle toho vystoupila jako soutěžící v sérii Dancing with the Stars (americké předloze pořadu StarDance …když hvězdy tančí). Nejprve v roce 2010 skončila jako šestá vyřazená, ale při své druhé účasti v roce 2012 se jí již tolik nedařilo a byla vyřazena jako první. Mezi tím, během roku 2011, tvořila pár s ekologem Jonem Rosem. V roce 2013 se Andersonová zúčastnila britské podoby soutěže Dancing On Ice, během níž soutěžící předvádějí tance na ledě. Z klání ovšem vypadla hned po prvním kole. Soutěž na podobném principu vysílali tou dobou také v Nizozemsku. Její organizátoři pozvali Pamelu, aby spolu se svým tanečníkem Mattem Eversem divákům zatančila, a ta jejich přání splnila.

### Druhé manželství sRickem Salomonem
V létě roku 2013 se Pamela opět sblížila se svým předchozím manželem Rickem Salomonem. Na počátku roku 2014 svůj vztah zpečetili druhou svatbou. Za půl roku, začátkem července 2014, ovšem opět podávala návrh na rozvod manželství, kvůli – jak sama uvedla – vzájemným nepřekonatelným rozdílům. Po téměř dvou měsících si vše rozmyslela a žádost vzala zpět. Za dalšího půl roku, v únoru 2015, ale Pamela žádala o rozvod znovu. Důvod uvedla stejný jako v předchozí žádosti. Salomon však s rozvodem nesouhlasil a žádal rovnou anulování sňatku. Pro toto řešení se rozhodl proto, aby nemusel Andersonové nic platit, neboť měl oproti ní trojnásobně větší majetek. Nakonec se na přelomu dubna a května 2015 dohodli na rozvodu, přičemž Salomon dal své manželce částku ve výši jednoho milionu amerických dolarů.

### Poslední dívkaPlayboyea filmPobřežní hlídka

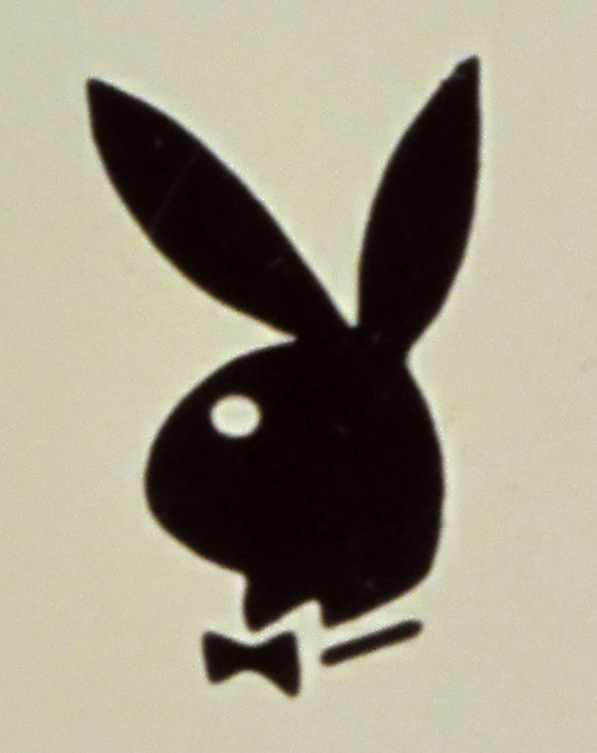
Pamela se třináctkrát objevila na přebalu časopisu Playboy

V říjnu 2015 se časopis Playboy rozhodl, že na počátku roku 2016 vyjde poslední číslo, jež bude obsahovat nahé fotografie dívek. Poslední odhalenou dívkou, která se v periodiku objevila, byla Pamela Anderson. Celkově se tak třináctkrát objevila na titulní stránce tohoto časopisu.
Když se v letech 2015 a 2016 uvažovalo o natočení filmového pokračování televizního seriálu Pobřežní hlídka, odmítala se Pamela natáčení zúčastnit, neboť si na roli připadala příliš stará. Posléze ale změnila názor a v dubnu 2016 se svou účastí souhlasila. Premiéru měl snímek na konci května 2017, ale nesetkal se s přílišným zájmem diváků ani s příznivým hodnocením kritiků, například od Mirky Spáčilové.
Ve stejném období, tedy na konci května 2017, se v Monaku jel závod Formule 1 nazvaný Velká cena Monaka. Mezi diváky byla i Andersonová, která se zde seznámila a sblížila s francouzským fotbalistou Adilem Ramim. Posléze se za ním přestěhovala z Los Angeles do Marseille, kde za místní klub Olympique sportovec hrál. Během září 2018 ale Andersonová vztah ukončila, neboť se jí po přesídlení na jih Francie nezamlouvalo, že její partner kvůli vztahu s ní zanedbává své vlastní syny, které má z předchozích vztahů. V březnu následujícího roku se někdejší partneři pokoušeli svůj vztah obnovit, nicméně na konci června 2019 zveřejnila Andersonová na sociální síti Instagram příspěvek, v němž fotbalistu obvinila, že souběžně s jejich vztahem udržoval poměr i s dalšími ženami.

### Páté a šesté manželství, memoáry
Počátkem roku 2020 se Andersonová popáté vdala, a to v Malibu, kde pojala za svého chotě někdejšího kadeřníka a pozdějšího filmového producenta Jona Peterse, s nímž krátce žila již v době svých začátků fotografování pro časopis Playboy. Po dvanácti dnech se sice rozvedli, nicméně na další vztahy Andersonová nezanevřela. Do dalšího manželství vstoupila ještě téhož roku, když si na Štědrý den 24. prosince 2020 vzala svého bodyguarda, kanadského kulturistu Dana Hayhursta. Obřad se uskutečnil v modelčině rodné obci. Krátce po ročním výročí svatby však Andersonová požádala o rozvod.
Na začátku roku 2023 vydala Andersonová knihu vlastních vzpomínek nazvanou Love, Pamela, ve které vylíčila momenty ze svého života, mezi nimiž nechyběla práce v modelingu, setkání s prezidentem Vladimirem Putinem v Kremlu, jehož navštívila coby představitelka organizace PETA, nebo setkání s Julianem Assangem, zakladatele WikiLeaks, při jeho internaci na ekvádorském velvyslanectví v Londýně. V publikaci se ale nevyhýbá ani znásilněním, kterými si v mládí prošla. V témže roce připravila platforma Netflix dokument Pamela: Příběh lásky o životě Andersonové, v němž život své matky komentovali i její synové. Obě díla se setkala s příznivými reakcemi veřejnosti i kritiky.

## Filmografie
Pamela Anderson hrála v následujících filmech a televizních seriálech. Mezi její dabérky do češtiny patří herečka Lucie Benešová.

### Filmy
- 1980 – The World of Strawberry Shortcake (hlas Raspberry Tart)
- 1991 – Wet & Wild III (Pamela Anderson)
- 1991 – Úlovek z Beverly Hills (roztleskávačka)
- 1991 – Sexy Lingerie III (Pamela Anderson)
- 1992 – Pobřežní hlídka: Řeka, odkud není návratu (C. J. Parker)
- 1992 – Playboy Video Centerfold: Pamela Anderson (Pamela Anderson)
- 1992 – Baywatch Summerfest Special (C. J. Parker)
- 1993 – Dračí květ (Felicity)
- 1994 – Zemři se mnou (Velda)
- 1994 – Souboj policajtů (Sarah)
- 1995 – Playboy: The Best of Pamela Anderson (Pamela Anderson)
- 1995 – Edenquest: Pamela Anderson (Pamela Anderson)
- 1995 – Baywatch: Forbidden Paradise (C. J. Parker)
- 1996 – Experiment (Britt)
- 1996 – Barb Wire (Pamela Anderson Lee)
- 1998 – Pamela & Tommy Lee: Porno bez cenzury (Pamela Anderson)
- 1998 – Blondes Brunettes Redheads (Pamela Anderson)
- 1999 – Playmate Profile Video Collection Featuring Miss February 1999, 1996, 1993, 1990 (Pamela Anderson)
- 2002 – Scooby-Doo (Pamela Anderson)
- 2003 – Sláva jen pro mrtvé (Pamela Anderson)
- 2003 – Scary Movie 3 (Becca)
- 2003 – Saturday Night Live – Halloween (Pamela Anderson)
- 2003 – Pobřežní hlídka: Havajská noc (C. J. Parker)
- 2004 – Sex, Lies & Michael Aspel (Pamela Anderson)
- 2005 – No Rules (Pamela Anderson)
- 2006 – Borat: Nakoukání do amerycké kultůry na obědnávku slavnoj kazašskoj národu (Pamela Anderson)
- 2007 – Blonďatá a blonďatější (Dee Twiddle)
- 2008 – Suprhrdina (Invisible Girl)
- 2009 – Cruelty Doesn't Fly (Pamela Anderson)
- 2010 – Surf, pláž a kočky (Pamela Anderson)
- 2010 – The Commuter (návštěvnice hotelu)
- 2011 – Hollywood & Wine (Jennifer Mary)
- 2014 – Jackhammer (Groupie)
- 2015 – Čto tvorjat mužčiny 2 (Pamela Anderson)
- 2015 – Connected (Jackie)
- 2016 – The People Garden (Signe)
- 2017 – The Institute (Ann Williams)
- 2017 – Pobřežní hlídka (Casey Jean Parker)
- 2018 – Nicky Larson: Agent amatér
- 2022 – 18 & Over
- 2024 – The Last Showgirl
- 2025 – Bláznivá střela (Beth)

### Televizní seriály
- 1992 – Tak jde čas (Cindy)
- 1990 – Charles in Charge (Chris)
- 1990–1991 – Ženatý se závazky (Yvette/Cashew)
- 1990 – Married People (Terri)
- 1991 – Top of the Heap (Romona)
- 1991–1997 – Kutil Tim (Lisa)
- 1992–1997 – Pobřežní hlídka (C. J. Parker)
- 1997 – Chůva k pohledání (Heather Biblow-Imperiali)
- 1998–2002 – V.I.P. (Vallery Irons)
- 1999 – Futurama (Dixie/svůj hlas)
- 2001 – Třeba mě sežer (Pamela Anderson)
- 2002 – Tatík Hill a spol. (hlas Cyndi)
- 2003 – Less than Perfect (Vicki Devorski)
- 2003–2004 – Stripperella (Stripperella/Erotica/Erotica Jones)
- 2005 – 8 Simple Rules… for Dating My Teenage Daughter (Cheryl)
- 2005 – MADtv (Various)
- 2005–2006 – Stacked (Skyler Dayton)
- 2008 – Kath & Kim (Pamela Anderson)
- 2013 – Package Deal (Dr. Sydney Forbes)
- 2017 – Sur-Vie (Raquel Rose)